# Enteropogon dolichostachyus
Enteropogon dolichostachyus là một loài thực vật có hoa trong họ Hòa thảo. Loài này được (Lag.) Keng mô tả khoa học đầu tiên năm 1957.